# 児玉美紀
児玉 美紀（こだま みき）は、『着物女子』のデザインテーマで制作活動をしているイラストレーター。自身の作品を使用したアートグッズの販売と、『跳梁跋扈』というタイトルでのアーティスト合同作品展の主催も手がける。

## 来歴
1980年、山口県小郡町（現山口市）生まれ。
　山口県立岩国商業高等学校情報処理科を卒業し、比治山大学短期大学部美術科日本画コースに進学。同時期に教鞭をとっていた日本画界のホープの一人でケラ美術協会メンバーであった野村久之に師事し日本画の世界を学ぶ。
　学卒後、社会人として企業勤務の傍ら創作活動を続け、現在は広島市を拠点に活動中。
　代表作である『着物女子』は、コンピュータグラフィックスを活用し、日本をイメージする着物・和文化をモチーフにして、和柄や日本画の技法を取り入れた画風。
　商業デザインからアート作品まで幅広く作品を制作している。

## 受賞歴
- 2013年　日本イラストレーター協会主催第14回インターナショナル・イラストレーション・コンペティション優秀賞[2]
- 2016年　ＭＩ gallery主催『ヤング・クリエイターズ・アワード2016』特別賞・ターナー賞[3]
- 2017年　ポテトチップス主催『アートムーブコンクール』入選[4]

## 個展・作品展歴
- 2013年３月　個展初開催『着物女子イラスト展』（下松市『画材屋Ｒ』）

　　11月　２人展『岡田航＆児玉美紀サンセットギャラリーinペパーミント』（長門市『ペパーミント』）
　　12月　個展『島の着物女子イラスト展』（周防大島町『瀬戸内ジャムズガーデン』）
- 2014年９月　Kawaii-Cafe Exposition Illustration『着物女子』（フランス・パリ）

- 2015年１月　個展『着物女子　着物女子イラスト展 in 岩国』（岩国市『山口銀行岩国支店』）

　　３月　個展『着物女子　春のイラスト展』（岩国市『山口TOYOPET麻里布店』）
　　４月　２人展『児玉美紀＆石川真衣　Feelings of girls』（下松市『画材屋Ｒ』）
　　５月　個展『着物女子作品展示会』（美祢市『浄土真宗本願寺派　横超山　明教寺』）
- 2015年６月　３人展『石川麻衣＆児玉美紀＆福田瑠璃玻　平成レトロ展』（北九州市『旧門司税関』）
- 2016年６月　個展『着物女子作品展示会』（山口市『浄土真宗本願寺派山口別院』）
- 2016年７月　アーティスト個々展『跳梁跋扈vol.1』主催・出品（和木町立美術館アートウイング）
- 2016年12月ー2017年１月　個展『着物女子作品展示会』（下関市『旧下関英国領事館』）
- 2017年２月　アーティスト個々展『跳梁跋扈vol.2』主催・出品(下関市『旧下関英国領事館』)

　　５月　個展『着物女子　ｉ-ＧＩＲＬ』（岩国市『エフエムいわくにギャラリー』）
　　６月　個展『今度は、図書カンダっ』（苅田町『苅田町立図書館』）
　　９月　アーティスト個々展『跳梁跋扈vol.3』主催・出品（下関市『旧下関英国領事館』）
　　10月　個展『着物女子ハナコレ’17　児玉美紀作品展』（下松市『画材屋Ｒ』）
　　10月　個展『せっかく伊丹で魅せるのだからバルに絡めて酔狂的着物女子展』（伊丹市『創治郎』）
　2018年３月　アーティスト個々展『跳梁跋扈vol.4』主催・出品(北九州市『旧大連航路上屋展示室』)

## 作品出品・掲載歴
- 2011年ー2013年　DESIGN FESTA vol.34ー38　『着物女子』出品
- 2012年　Kawaii Girls Art出品（オーストラリアのTAP Gallery）
- 2013年５月　『イラストレーターズファイルvol.11』[5]掲載（株式会社アートボックスインターナショナル刊）

　　７月　『クールジャパン・クリエーターズファイルvol.21』掲載（株式会社アートボックスインターナショナル刊）
　　７月　第２回クリエーターEXPO『着物女子』出品
- 2013年ー2014年　周南萌えサミット『着物女子』出品（周南市）
- 2015年１月　『日本イラストレーター協会年鑑』[7]掲載（日本イラストレーター協会刊）
- 2017年３月　躍動する現代作家展『着物女子』出品（福岡市『アジア美術館』）

　　５月　『ART BOOK OF SELECTED ILLUSTRATION WA MODAN（和モダン）』掲載（artbook事務局）

## デザイン等提供歴
- 2013年　『山口県ゆかりのお店ガイドブックvol.3』山口県観光振興課東京支所刊　イラスト提供

- 2014年　マウンテンマウス　ＣＤ『愛しき人よ』　ジャケット　イラスト提供[9]

- 2015年　山口陸上障害者倶楽部支援自販機（日東ベンディング徳山営業所企画）　デザイン提供
- 2016年　劇団ぜろカラ企画演劇『数学的帰納法における不毛の証明』ポスター　イラスト提供